# خاواييج
خاواييج (بالعبرية: חו׳יג׳) (من العربية: حوائج القهوة\الحساء) هو الاسم الذي يطلق على مجموعة متنوعة من خلطات التوابل الأرضية اليمنية التي تستخدم في المقام الأول للحساء والقهوة. ويستخدم على نطاق واسع من قبل اليهود اليمنيين في إسرائيل واستخدامها على نطاق واسع وانتشار أكثر في المطبخ الإسرائيلي نتيجة لذلك.
كما يستخدم خليط الأساسي للحساء في طبخ أطباق يخني، الكاري، والأرز وأطباق الخضار وحتى وأضلاع الشواء. وهي مصنوعة من الكمون، الفلفل الأسود، الكركم، والهيل. الإصدارات الأكثر تفصيل تشمل القرنفل، الكمون، جوزة الطيب، الزعفران، الكزبرة، والبصل المجفف. الخلطة العدنية تشمل الكمون، الفلفل الأسود، الهيل، والكزبرة.
مزيج القهوة يتكون من اليانسون، بذور الشمر، الزنجبيل، والهيل. على الرغم من أنها تستخدم في المقام الأول في تخمير القهوة إلا أنها تستخدم أيضا في الحلويات ، الكعك، وأطباق اللحوم بطيئة الطبخ. في عدن يشمل الخليط الزنجبيل، الهيل، القرنفل، والقرفة للقهوة السوداء وعند استخدامها للشاي يستبعد الزنجبيل.